# Eger
Eger es una ciudad del norte de Hungría, en el condado de Heves, al este de las montañas Bükk. Es famosa por su castillo, baños termales, edificios históricos (incluyendo el minarete turco más al norte), y sus vinos (tintos y blancos).

## Toponimia
El nombre Eger ([ˈɛɡɛr]ⓘ) deriva del término húngaro «égerfa» (aliso, una especie de árbol). En alemán se llama Erlau, en latín Agria, en serbocroata Jega/Јегар o Jegra/Јегра, en checo Jager, en eslovaco Jáger, en polaco Jagier y en turco Eğri.

## Historia
Eger ha estado habitada desde la Edad de Piedra. Durante los primeros siglos de la Edad Media fue habitada por tribus germanas, avaras y eslavas, pasando al dominio de los húngaros en el siglo X. San Esteban (997-1038), primer rey cristiano de Hungría, fundó una sede episcopal en la ciudad. La primera catedral fue construida en la colina del castillo, dentro del actual recinto fortificado. La población fue creciendo alrededor de la primera catedral y ha seguido siendo un centro religioso importante en Hungría desde su fundación.
El siglo XIV representó una época de prosperidad para la ciudad. La actividad vitivinícola, por la cual sigue siendo famosa, comenzó a ser importante en aquella época. En la época del Renacimiento, los obispos de Eger promovieron la construcción de bellos edificios durante el reinado del rey Matías (1458-1490).
Durante la ocupación turca de la Hungría central, Eger se convirtió en una importante fortaleza fronteriza, defendida con éxito por las fuerzas húngaras en el sitio de 1552 (menos de 2000 defensores, incluyendo mujeres y niños, frente a un ejército turco de 80 000 soldados).

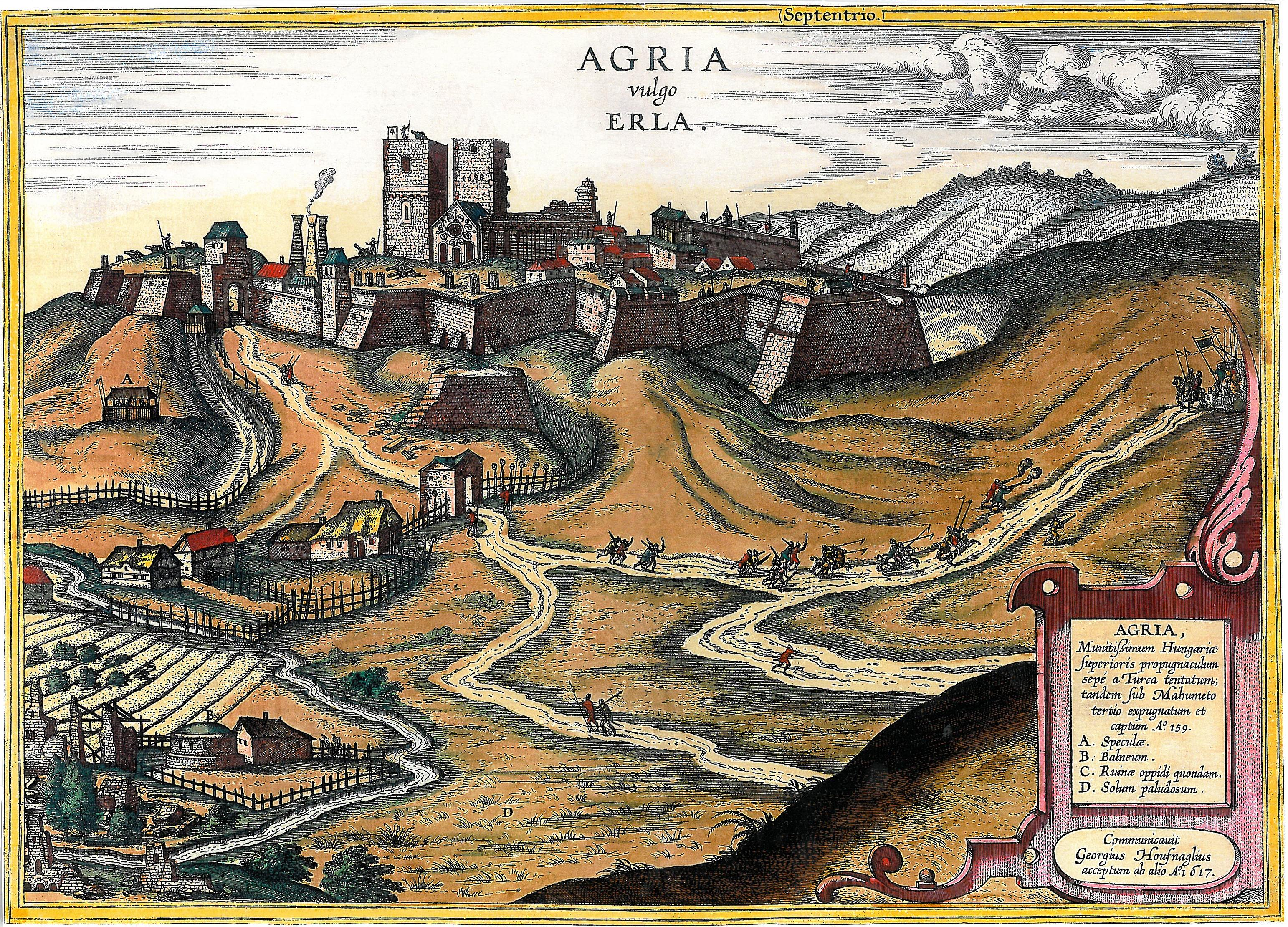
Vista de Eger hacia el

Sin embargo, fue atacado nuevamente en 1596 por los turcos, que se apoderaron del castillo tras un breve asedio. Este episodio dio inicio a noventa y un años de gobierno otomano, en el que la ciudad fue sede de un vilayet (división administrativa turca). Las iglesias fueron convertidas en mezquitas, el castillo reconstruido y se erigieron edificaciones como baños públicos y minaretes.

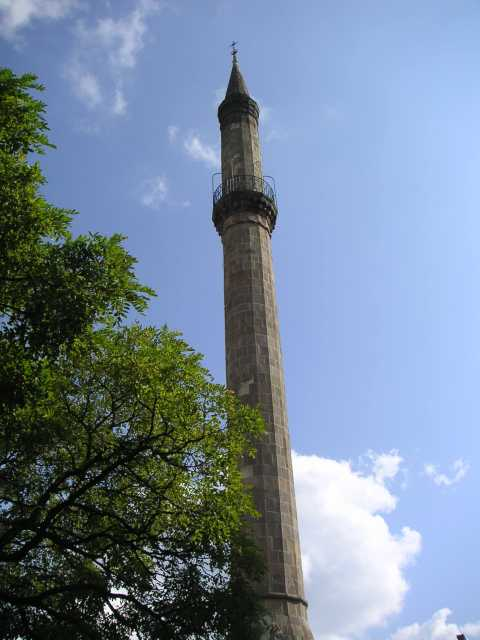
Minarete de Eger

El dominio turco en la Hungría central comenzó a reducirse después del intento fallido de los otomanos de tomar Viena. Los Habsburgo austríacos, que controlaban el resto de Hungría aparte de Transilvania, con constancia expulsaron a los turcos del país. El castillo de Eger, pieza codiciada por el ejército capitaneado por el duque Carlos V de Lorena, fue recuperado en 1687, después de que el castillo de Buda hubiera sido reconquistado en 1686. 
Eger pronto comenzó a prosperar otra vez. Reclamada por sus obispos, este hecho fue fundamental para que muchos protestantes locales abandonaran la ciudad. Aunque la ciudad apoyó al líder húngaro príncipe Francisco II Rákóczi en la guerra de independencia frente a los Habsburgo (1703-1711), el ejército imperial derrotó a los magiares.

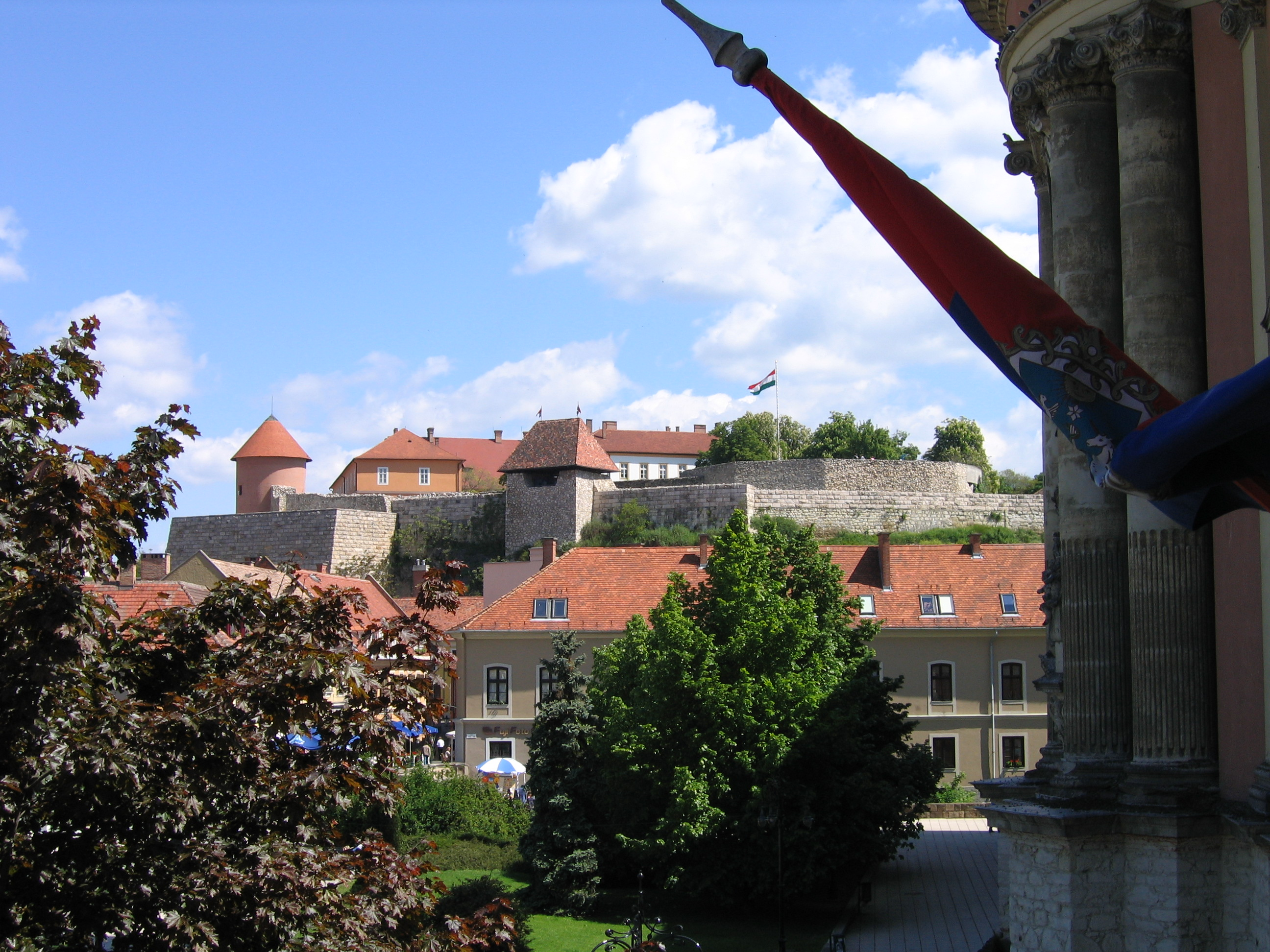
Castillo de Eger

Poco después, la ciudad sufrió los estragos de las plagas, y la población se recuperó y creció notablemente gracias a una importante inmigración (de 6000 habitantes en 1725 a 10 000 en 1750). Durante el Barroco se erigieron nuevos edificios, tendencia que continuó con el estilo Zopf. Varios ejemplos de estas edificaciones son la catedral, el palacio episcopal, el Salón del Condado, el liceo (actualmente sede de la Universidad Eszterházy) y varias iglesias, mientras que otras fueron reclamadas para que dejasen de ser mezquitas.
El siglo XIX comenzó con varias catástrofes: un incendio que destruyó la mitad de la ciudad en 1800, y el derrumbe de la pared sur del castillo en 1801, que afectó a varias casas colindantes. Eger se convirtió en sede arzobispal en 1804, con el firme control eclesiástico de la ciudad a pesar de los esfuerzos de sus ciudadanos por obtener mayor libertad. En 1827 gran parte del centro de ciudad sufrió un nuevo incendio, y cuatro años más tarde unos 200 habitantes murieron a causa de una epidemia.
La revolución de 1848 fue apoyada con entusiasmo por los habitantes de Eger. Aunque no triunfó, supuso la finalización del régimen feudal de terratenientes y siervos, comportando además la liberación del dominio arzobispal en 1854. Sin embargo, la línea ferroviaria principal entre Miskolc y Pest no pudo pasar a través de la ciudad, sino que tuvo que esperar varios años a que la enlazase un ramal de la línea de Füzesabony.

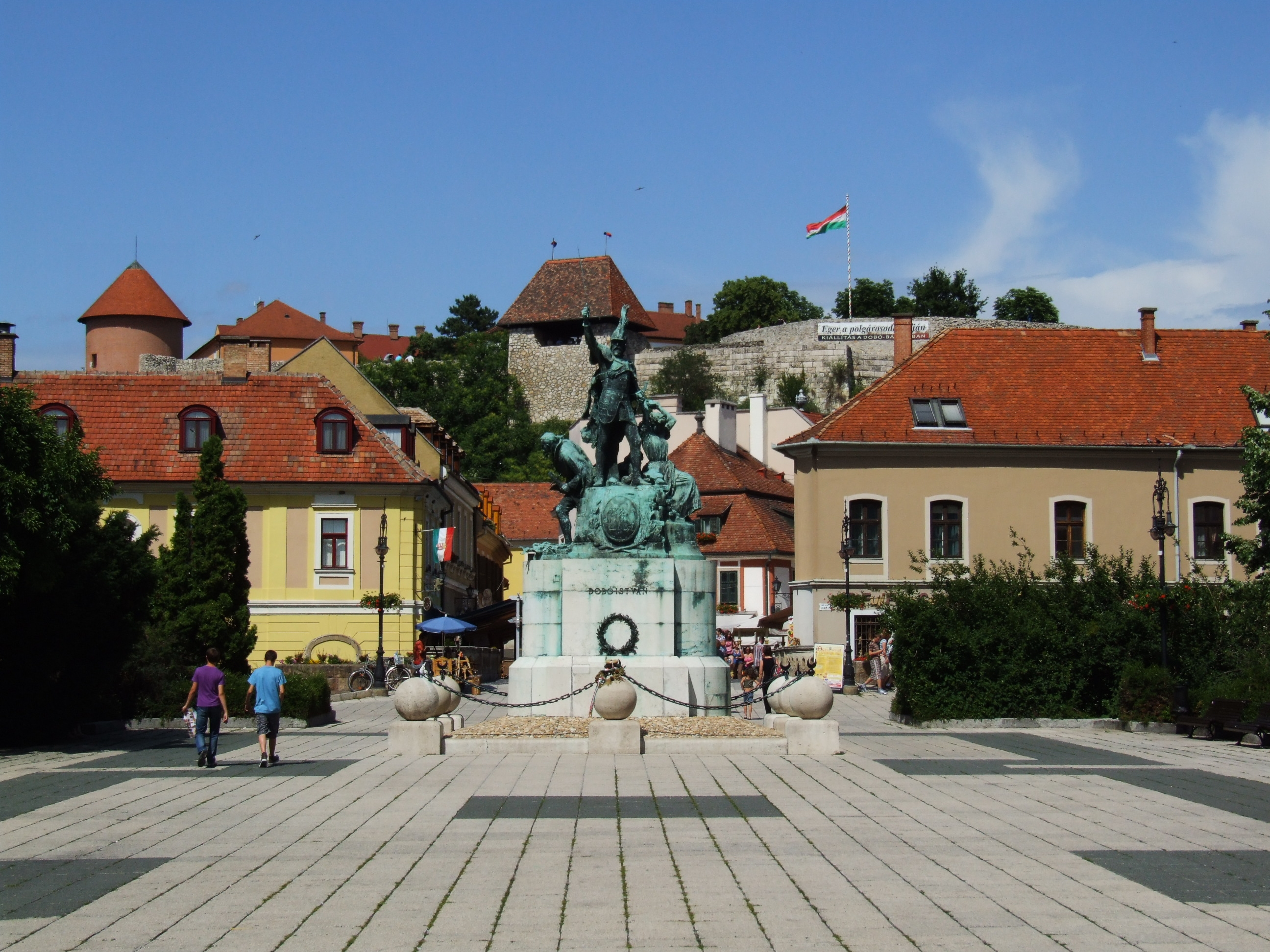
Plaza Dobó y el castillo

Tras la Primera Guerra Mundial la recuperación económica fue lenta, aunque con la publicación en 1899 del "Eclipse de luna creciente" de Gárdonyi, Eger se hizo popular como destino turístico y se inició la excavación arqueológica del castillo. En la Segunda Guerra Mundial, la ciudad padeció bajo la retirada del ejército alemán y la llegada del soviético, pero consiguió escapar a los bombardeos. Después de la Segunda Guerra Mundial, se construyeron muchos edificios en todas partes de la ciudad. Desde los años setenta empezaron a crecer los bloques de pisos de Felsőváros, los bastiones de Maklári e Hatvani, unos después de otros, y también los de Lajosváros. Desde los años noventa empezaron las edificaciones en los suburbios. También aparecieron las urbanizaciones de Felnémet-Pásztorvölgy y la de la calle Napsugár.
Eger es hoy una ciudad próspera y un destino turístico popular gracias a su centro urbano barroco. Eger es una de las cuatro ciudades húngaras que cuentan con un cráter en Marte (en 1976). Las otras tres son Paks, Bak e Igal.

## Vinos
Junto a sus panorámicas de la ciudad antigua y sus baños termales, Eger es famosa por sus vinos. Produce tintos y blancos de alta calidad, englobados en la región vinícola de Eger. Las variedades más famosas y tradicionales de dicha región son Egri Leányka, Egerszóláti Olaszrizling, Debroi Hárslevelű (blancos) y Egri Bikavér (tinto). Recientemente, han aparecido vinos de las variedades Chardonnay y Pinot noir. Se comenta que los vinos de la región se asemejan a los de Borgoña.

## Distritos
(Nota: Muchos de estos distritos son históricos, pero a menudo aparecen en mapas y señales urbanas)
- Almagyar
- Almár
- Belváros
- Berva
- Castillo de Eger
- Cifra hóstya
- Csákó
- Érsekkert (Jardín del obispo)
- Felnémet (Alto alemán)
- Felsováros
- Hajdúhegy
- Hatvani hóstya
- Zona industrial
- Károlyváros
- Lajosváros
- Maklári hóstya, Tihamér
- Pásztorvölgy
- Rác hóstya
- Szépasszonyvölgy ("Valle de las mujeres hermosas")

Panorámica de Eger

- Tetemvár
- Vécseyvölgy

## Principales atracciones
(Eger cuenta con diecisiete iglesias barrocas, pero los turistas solo visitan tres o cuatro)
- Castillo de Eger.

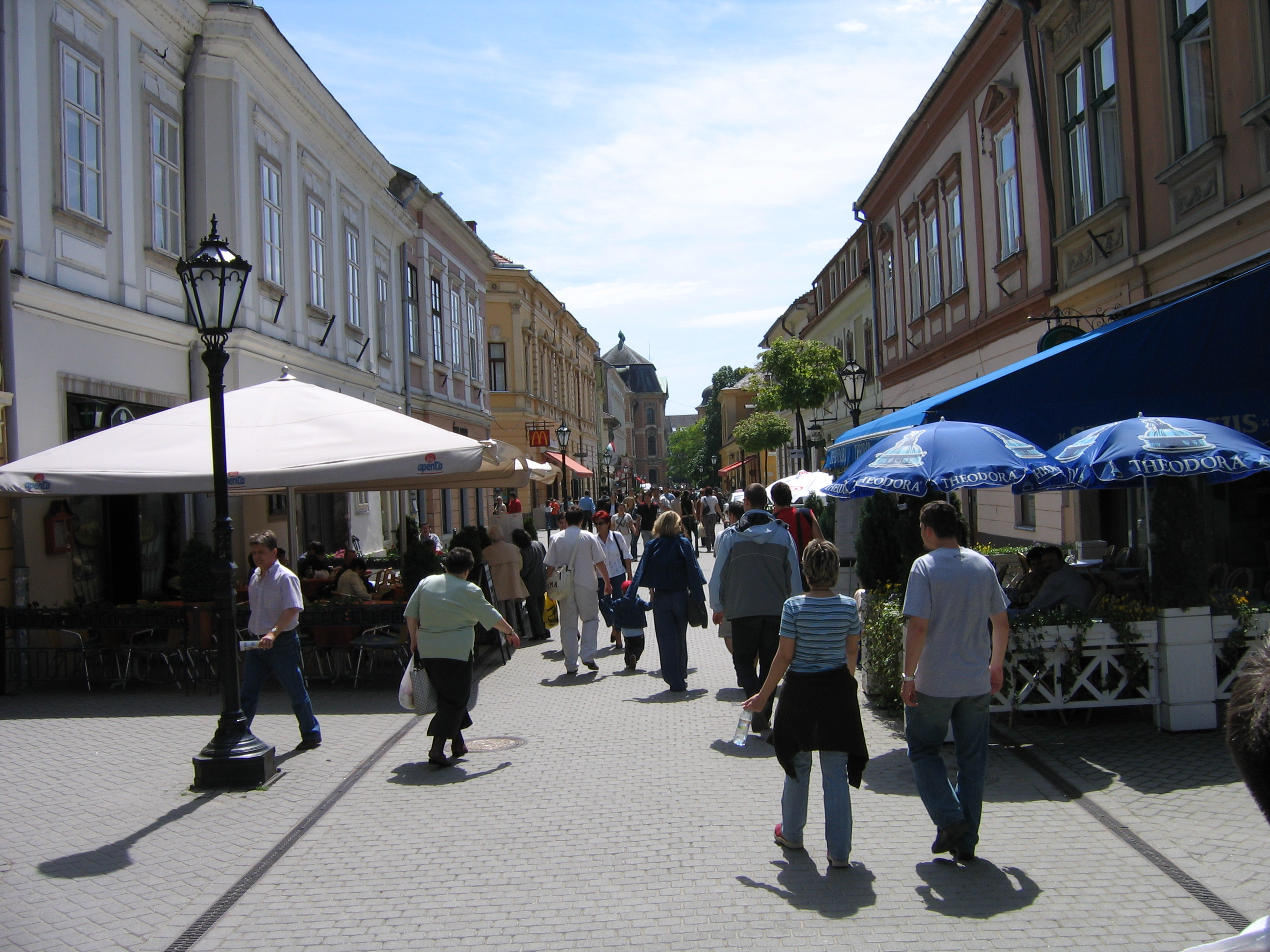
La calle Széchenyi

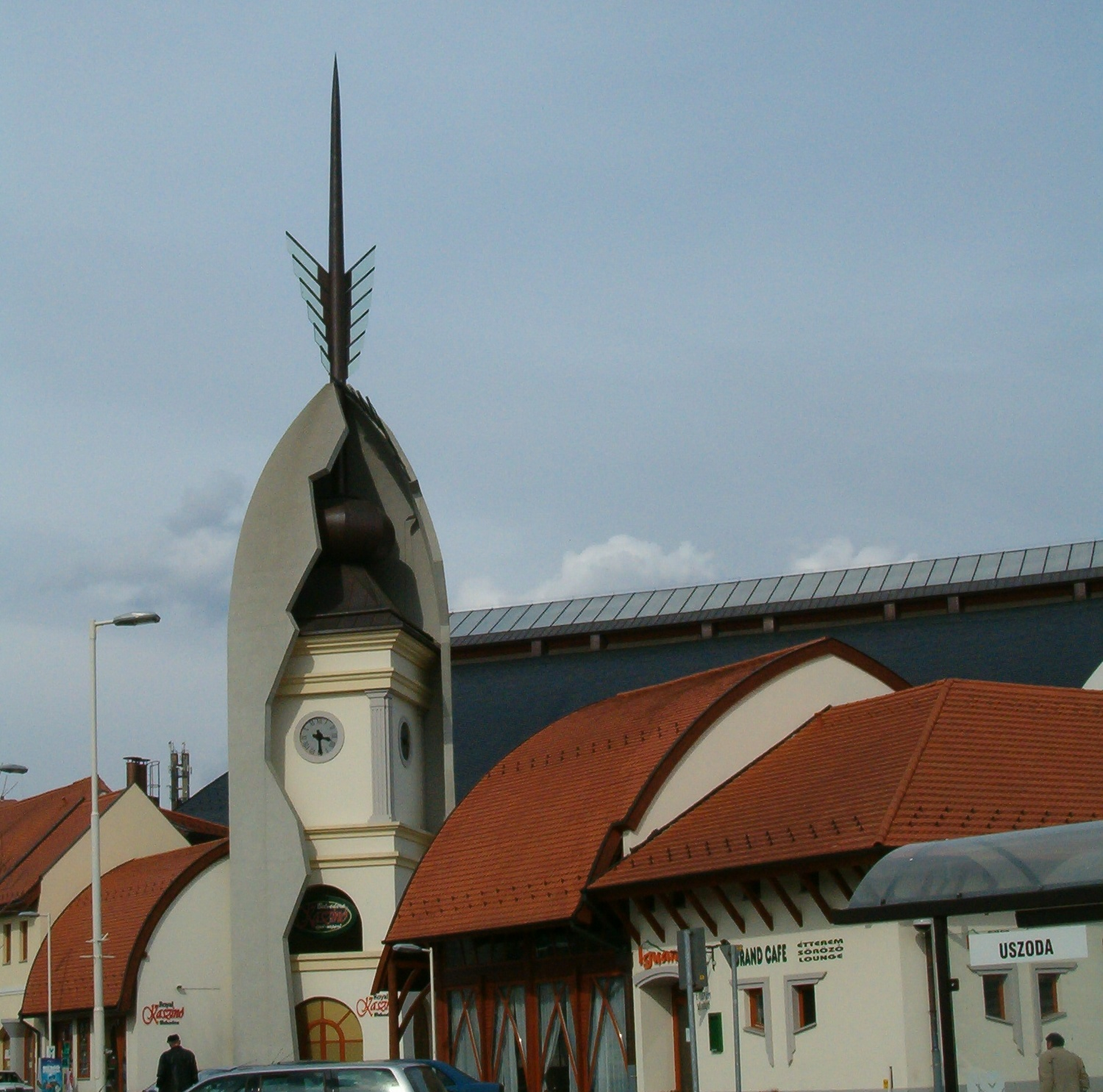
La piscina Bitskey

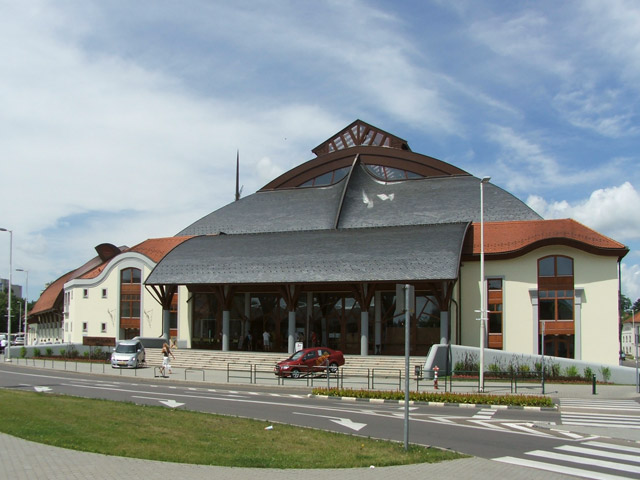
La entrada de la piscina Bitskey

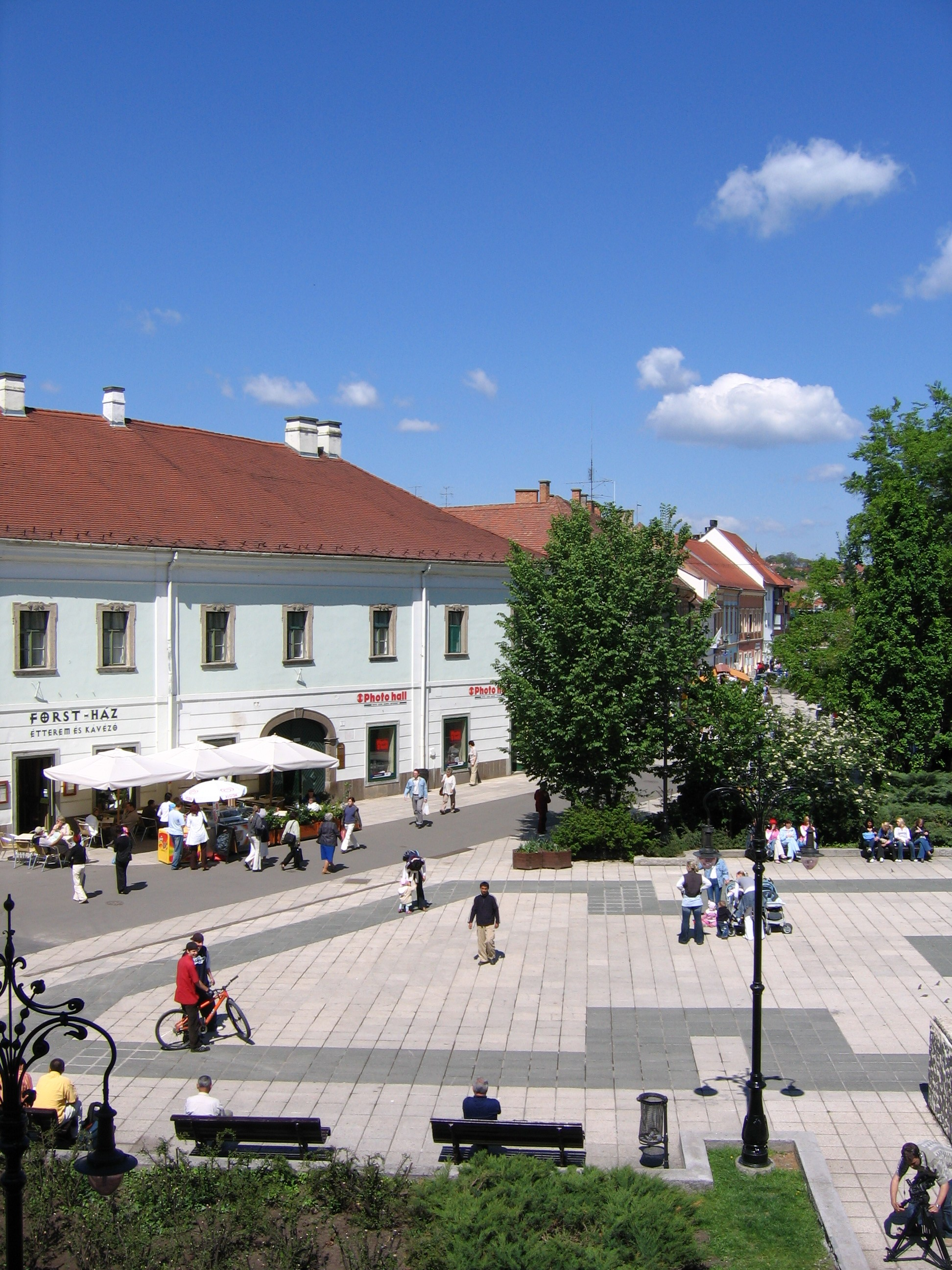
Plaza Dobó y la casa Forst

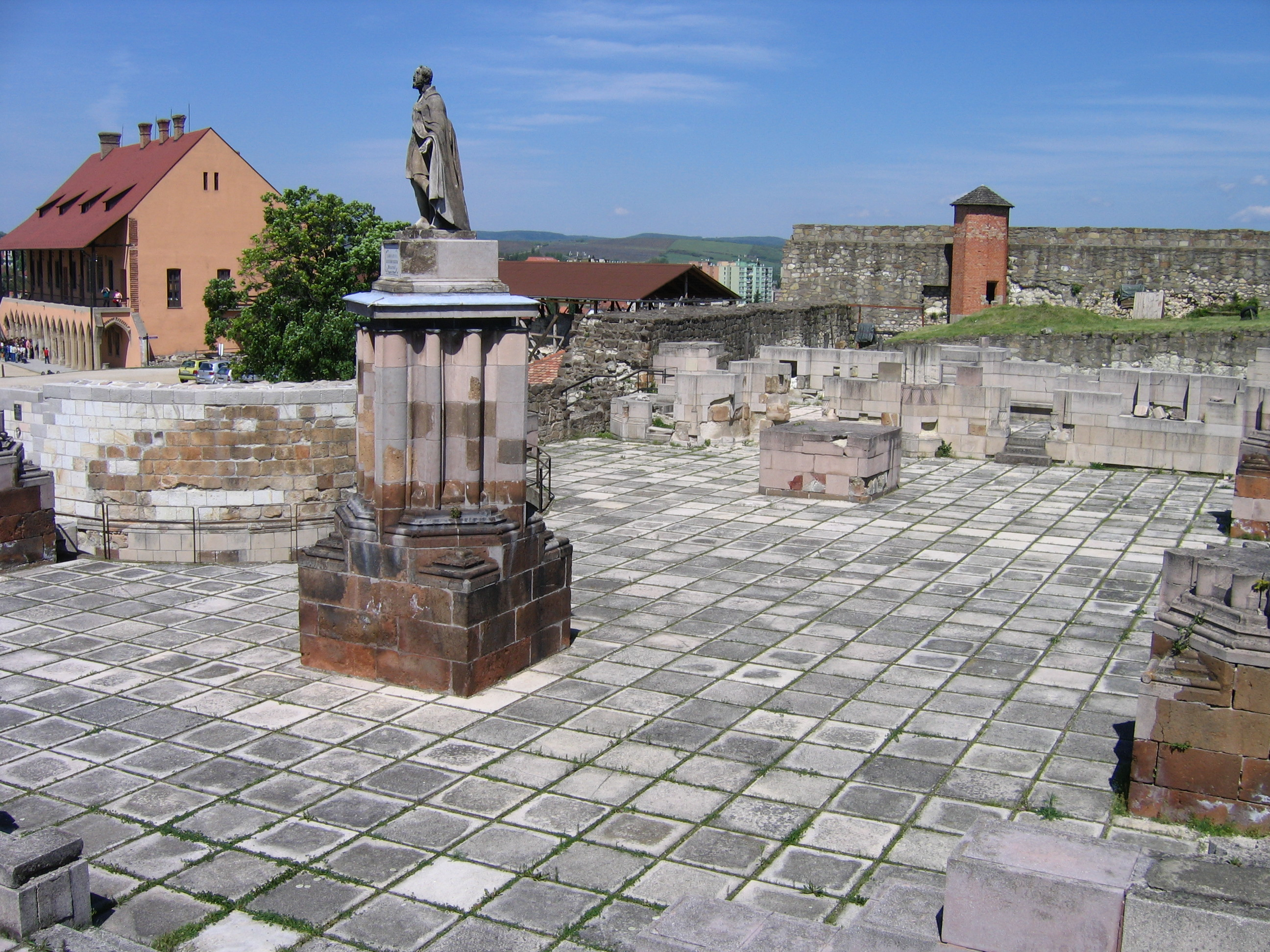
Ciudadela

- Catedral o basílica, construida entre 1831 y 1837 de acuerdo a los diseños clasicistas de József Hild. Es más imponente que atractiva, pero contiene algunas muestras destacables en pintura y escultura. Se realizan recitales de órgano a última hora de la mañana muchos días.
- Minarete del siglo XVII. El minarete turco más septentrional de Europa tiene una altura de 40 metros y es uno de los tres o cuatro que aún sobreviven en Hungría. Desde su parte superior se puede contemplar una buena vista del centro urbano.
- Város a város alatt (literalmente "Ciudad bajo la ciudad"), una red de bodegas cerca de la Catedral.
- Szépasszonyvölgy ("El valle de las mujeres hermosas"). Un valle al sur de la ciudad, que cuenta con numerosas bodegas, que cuentan con degustación para los turistas. Un tranvía desde Dobó tér lleva a los turistas en los meses estivales.
- Dobó tér. Especialmente la iglesia minorita barroca (1758-67) y el museo Palóc de utensilios de la comunidad étnica regional. El tér & y varias calles comerciales alrededor son peatonales.
- El Lyceum (Colegio Eszterházy), diseñado por József Gerl y Jakab Fellner y construido en 1765-85, es un magnífico ejemplo del estilo Zopf comedido. Hay tres pinturas destacables del siglo XVIII al fresco situadas en el techo, de las cuales solo está accesible al público la situada en la biblioteca. Pintada por el artista vienés Johann Lukas Kracker en 1778, recrea el Concilio de Trento (1545-1563), que inició la Contrarreforma. Entre las figuras de los reformistas se encuentran Lutero y Zwinglio, cuyos libros "heréticos" se lanzan a los relámpagos. La bellamente amueblada biblioteca abrió en 1793. Hay una "camera obscura" o periscopio en la parte superior del edificio, que proyecta imágenes de la ciudad sobre una mesa.
- Baños turcos.
- El palacio menor del Rector (1758), con una pintura al fresco de Kracker ("El triunfo de la Virtud sobre el pecado") y destacables muestras de herrería del siglo XVIII.
- Agria Park, un centro comercial abierto en 2008.
- El jardín del Arzobispo.
- La puerta Fazola.
- La iglesia Minorita.
- La iglesia ortodoxa serbia (Rác-templom), de estilo Zopf (1784-86). Los potentados de la comunidad serbia encargaron su decoración a los mejores artistas vieneses de la época. Contiene espectaculares muestras de iconos.
- La iglesia cisterciense.
- El palacio arzobispal.

## Ciudades hermanadas
- Cheboksary (Rusia)
- Dolný Kubín (Eslovaquia)
- Esslingen am Neckar (Alemania)
- Gainesville (Estados Unidos)
- Gheorgheni (Rumanía)
- Kutná Hora (República Checa)
- Mâcon, Borgoña (Francia)
- Pamukkale (Turquía)
- Pori, Satakunta (Finlandia)
- Przemyśl (Polonia)
- Sarzana (Italia)